# Ислам на Острове Святой Елены

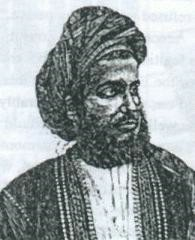
Халид ибн Баргаш аль-Бусаид

Ислам на Острове Святой Елены — религия меньшинства. На Острове Святой Елены мусульмане составляют около 0,1 % от всего населения острова, в основном это потомки мигрантов из Индии и Западной Африки.

## История
Первым постоянным жителем острова Святой Елены был португальский дворянин Фернан Лопиш, принявший в Индии ислам. Лопиш выбрал добровольное изгнание на Острове Святой Елены, где и прожил в почти полном уединении около тридцати лет.
Среди чернокожих рабов, ввезённых Ост-индийской компанией для работы на острове Святой Елены до 1792 году из Западной Африки, были мусульмане. Однако большинство из них приняли впоследствии христианство. После 1792 года было принято решение для работ в сельскохозяйственной отрасли острова начать наем по контракту рабочих из Китая и Индии, среди которых были мусульмане.
После отмены рабства некоторые невольники-мусульмане оставались жить на островах. В XIX и начале XX века Великобритания ссылала на остров мусульман, участников различных восстаний в колониях.
В 1921 году количество мусульман на острове Святой Елены составило 32 человека, что составило 0,9 % от всего населения острова. Это было самое большое зафиксированное количество мусульман, проживавшее на острове. В основном это были ссыльные из Африки. Среди них был последний правитель независимого Занзибара Сеид Халид ибн Баргаш аль-Бусаид, который жил на острове с июня 1917 по апрель 1921 года. Ему удалось объединить вокруг себя других заключенных мусульман из Золотого берега, Уганды, Ньясаленда и Сомалиленда и создать небольшую мусульманскую общину. В 1960-х годах на остров Св. Елены были сосланы руководители Национального комитета профсоюзов Абдали аль Алават, Абдурахман аль Бакир, Абдульазиз аль Шамалан.
В наше время на острове Святой Елены существует небольшая мусульманская община, числом до десяти человек.